# Pininfarina B0
O B0 é um modelo conceitual apresentado pela Pininfarina na edição de 2008 do Paris Motor Show e desenvolvido em parceria com a Bolloré.
O veículo que também é denominado de Bluecar está sendo testando em Paris como o primeiro carro elétrico de autosserviço, em alusão ao existente sistema de bicicletas de autosserviço que existe na cidade, o Vélib'. O veículo para aluguel público está sendo denominado de automobile libre (ou autolib).